# 협객 시라소니
"협객 시라소니"는 1980년에 개봉한 대한민국의 영화이다.

## 캐스팅
- 이대근
- 박원숙
- 신성일
- 진봉진
- 김지훈